# Vigía del Fuerte
Vigía del Fuerte è un comune della Colombia facente parte del dipartimento di Antioquia.
Il centro abitato venne fondato da Cervando Còrdova e José del C. Córdova nel 1815, mentre l'istituzione del comune è del 1983.